# جنسیت خدا در مسیحیت
جنسیت خدا در مسیحیت (انگلیسی: Gender of God in Christianity) با تثلیث از سه فرض یا «شخص» (اقنوم) که با نام‌های خدای پدر، خدای پسر و روح القدس در مسیحیت توصیف می‌شود. در حالی که «پدر» و «پسر» به‌طور ضمنی از جنسیت مذکر استفاده می‌کنند، جنسیت روح‌القدس از زمان‌های قدیم نیز به عنوان جنبه‌های زنانه نشان داده شده‌است.